# 有机疏散理论

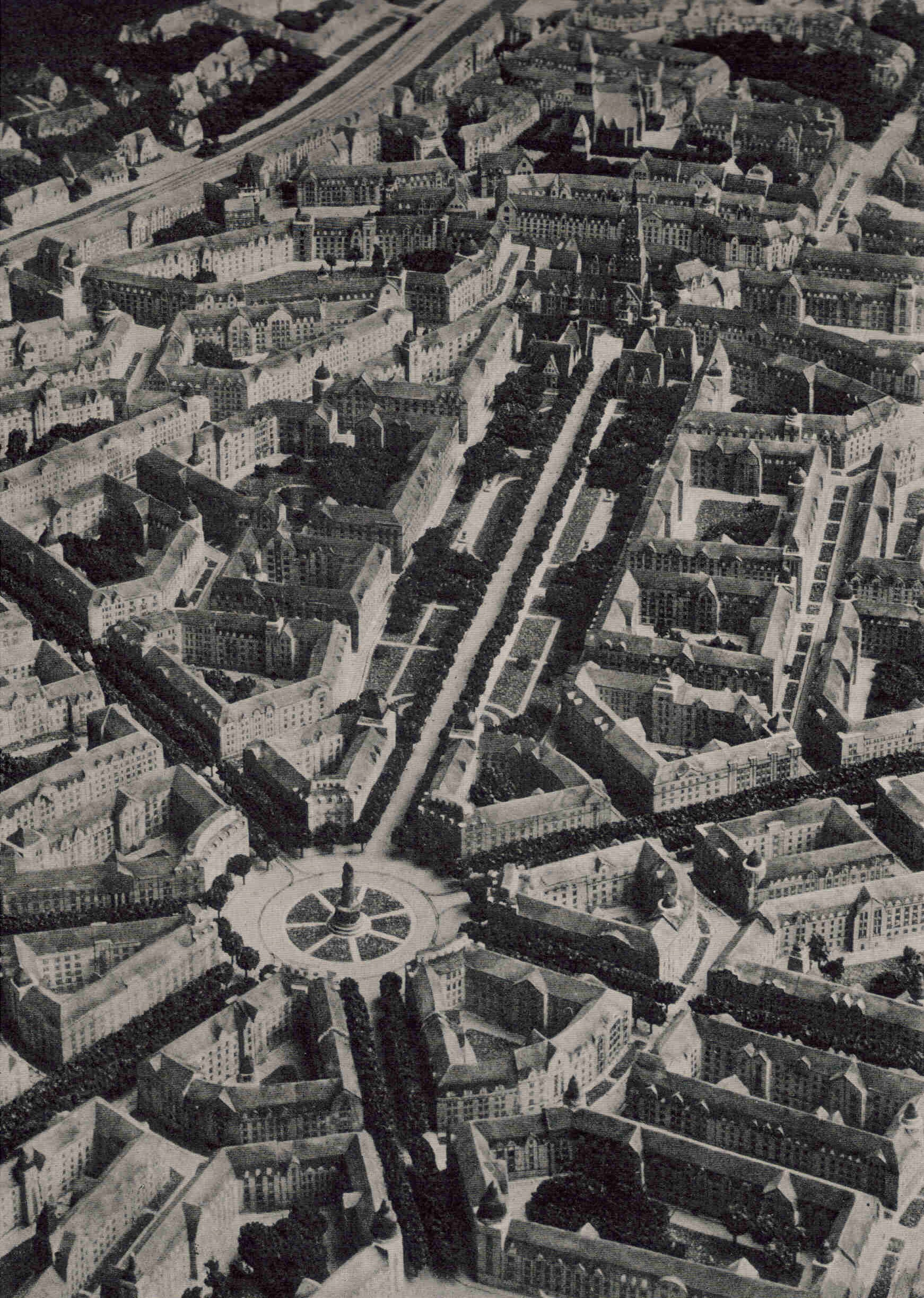
萨里宁为赫尔辛基设计的规划方案，但因高昂的耗资而未完成

有机疏散理论（英語：Theory of Organic Decentralization），是芬兰学者埃列尔·萨里宁在20世纪初期针对大城市过分膨胀所带来的各种弊病，提出的城市规划中疏导大城市的理念，是城市分散发展理论的一种。他在1943年出版的著作《城市：它的发展、衰败与未来》（The City - Its Growth, Its Decay, Its Future）中对其进行了详细的阐述，并从土地产权、土地价格、城市立法等方面论述了有机疏散理论的必要性和可能性。

## 内容

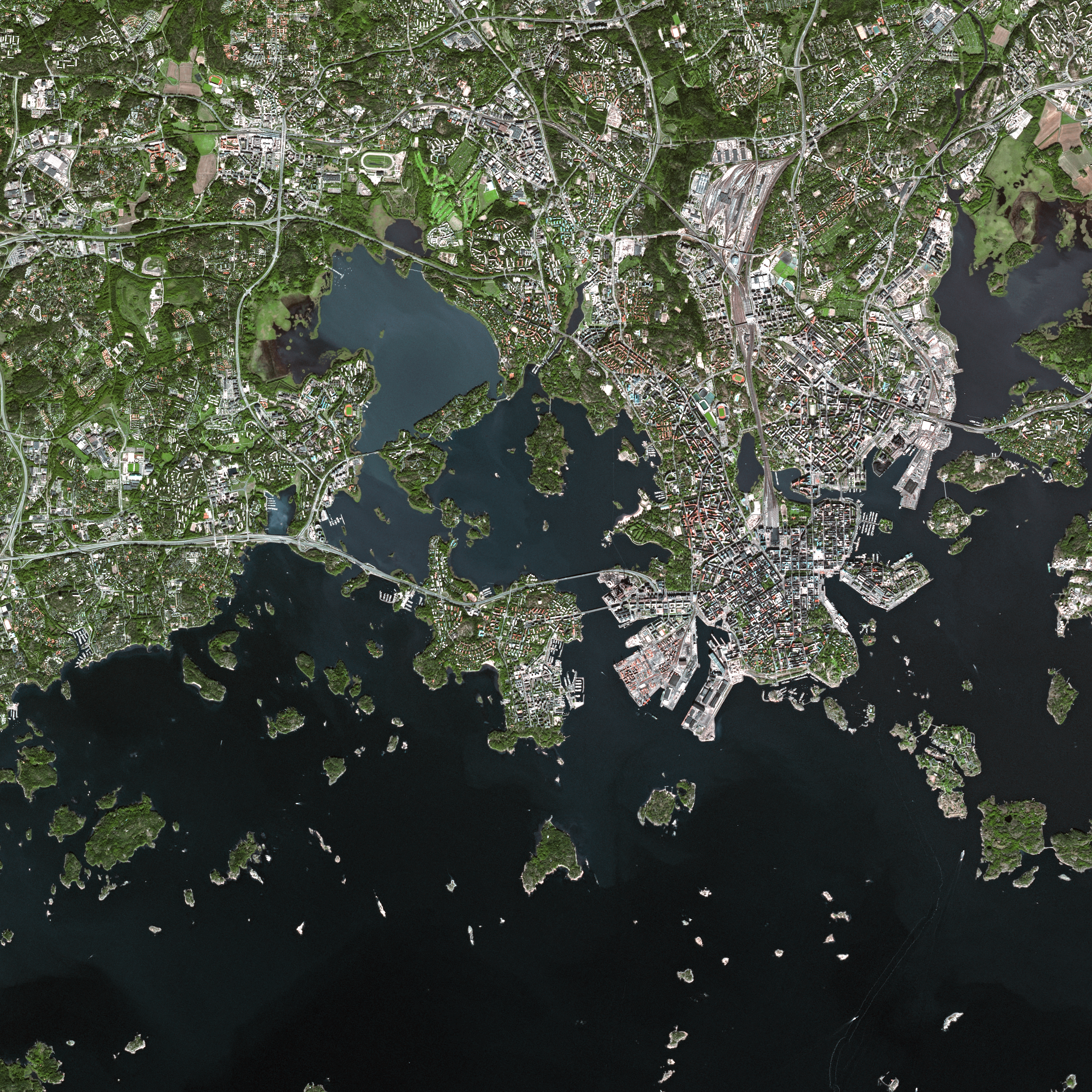
赫尔辛基卫星地图

有机疏散理论并不是一个具体的或技术性的指导方案，而是对城市的发展带有哲理性的思考，是在吸取了前些时期和同时代的城市规划的理论和实践的基础上，在对欧洲、美国一些城市的发展中的问题进行调查研究和思考后的结果。有机疏散理论的提出者萨里宁认为，卫星城确实是治理大城市问题的一种方法，但他认为并不一定需要另外新建独立于中心城市的卫星城，而可以通过建立与中心城市有密切联系的半独立的城镇，来定向发展达到同样的目的。因此，他提出对城市发展及其布局结构进行调整的有机疏散理论。
萨里宁的理论来源是，利用对生物和人体的认识来研究城市，认为城市由许多“细胞”组成，细胞之间有间隙，有机体通过不断地细胞繁殖而逐步生长。大城市一边向周围迅速扩散，同时内部有出现了被称之为“瘤”的贫民窟，而且贫民窟也在不断蔓延，这说明城市是一个不断成长和变化的有机体。萨里宁将交通要道视为动脉、静脉；将街区内道路视为毛细血管；将城市的不同功能区视为有机体的不同的器官。

## 实践
1915年，萨里宁与贝特尔·荣格受一家私人开发商的委托为芬兰的赫尔辛基新区蒙基涅米-哈加制定了一个17万人口的扩展方案，也称“大赫尔辛基”方案。方案符合有机疏散理论的原则，主张在赫尔辛基附近建立一些半独立的城镇，定向疏导城市，以控制城市的进一步扩张。除此之外，有机疏散理论在战后许多城市的规划工作中得到应用，具有世界性的影响。但是1960年代以后，有许多学者开始对有机疏散理论这种将其他学科的规律套用到城市规划中的简单做法提出了质疑。